# Borsa d'Egipte
La Borsa d'Egipte és al Caire i a Alexandria. Va ser producte de la fusió entre les borses d'Alexandria (creada el 1883) i del Caire (creada el 1903). En els anys quaranta, amb la seva fusió esdevingué una de les cinc borses més importants del món. Però a causa de la política socialista del govern egipci dels anys 1950 va perdre el seu lloc i solament va tornar a ser atractiva després de les reformes liberals del 1992. La seva capitalització és de 417 mil milions de lliures egípcies.